# حرم جامعة ديوك الشرقي
الحرم الشرقي هو جزء من حرم جامعة ديوك في دورهام بولاية نورث كارولينا. يشكل الحرم الشرقي، إلى جانب الحرم الجامعي الغربي، معظم حرم جامعة ديوك الرئيسي. يتبع الحرم الجامعي أسلوب طراز العمارة الجورجي،  مما يجعله متميزًا عن الحرم الغربي. يعد الحرم الشرقي حاليًا المنزل السكني الحصري لطلاب السنة الأولى. يحدها منطقة ترينيتي التاريخية من الشرق وحي وولتاون من الشمال.

## التاريخ
تأسست جامعة ديوك في عام 1838م  في ترينيتي بولاية نورث كارولينا. على الرغم من كراهية الدعاة الميثوديين، تحت قيادة رئيس الكلية جون إف كرويل، قدمت واشنطن ديوك تبرعًا للكلية كبيرًا بما يكفي لبناء حرم جامعي جديد في دورهام بولاية نورث كارولينا ونقل الكلية.
تم تشييد الحرم الجامعي الجديد على مدار العقد الأخير من القرن التاسع عشر.

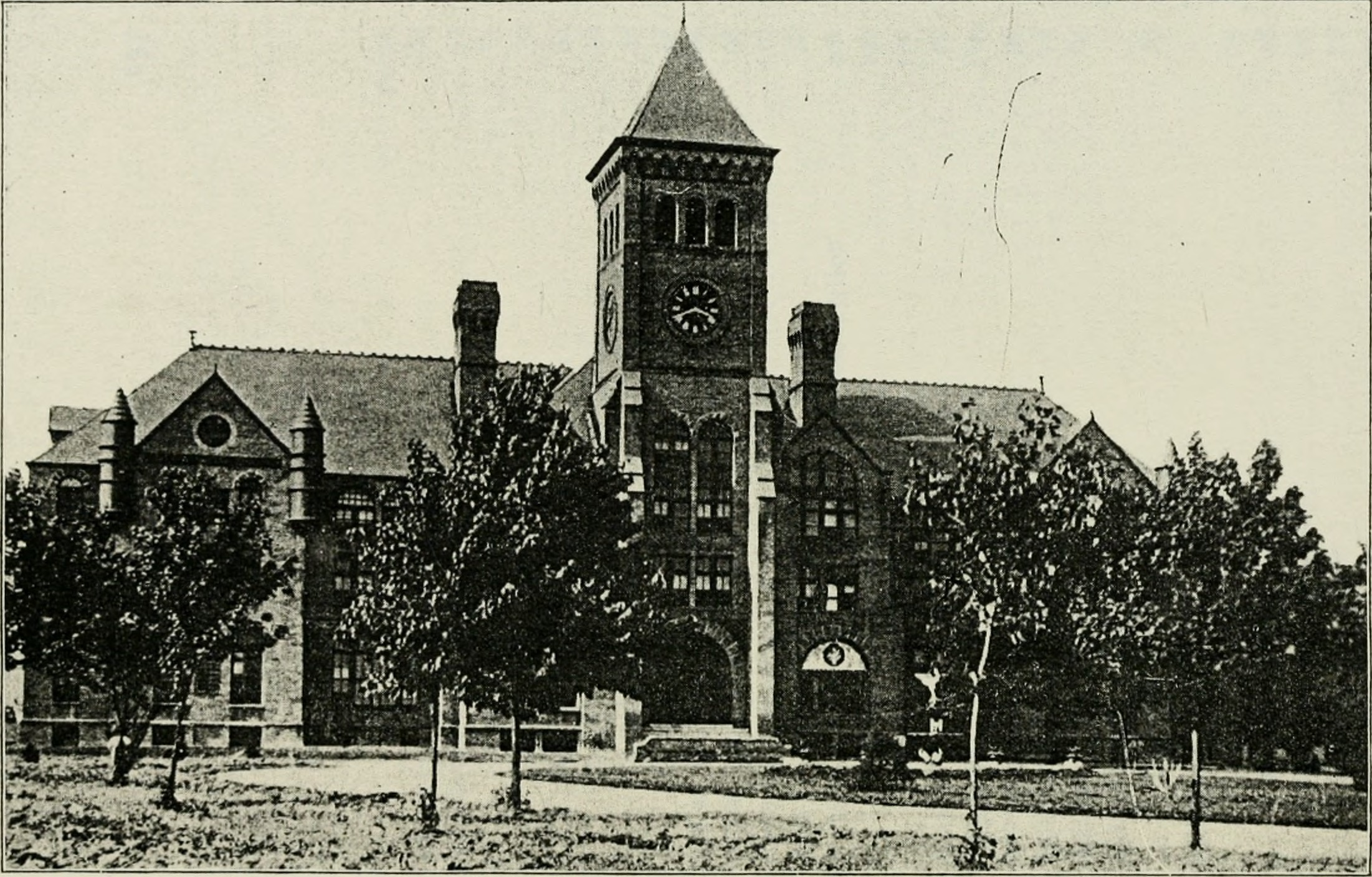
برج الجرس الأصلي (حوالي 1899)

في عام 1911، تم تدمير مبنى واشنطن ديوك في حريق. أنشأت الجامعة المبنيين دوق الشرق ودوق الغرب (يجب عدم الخلط بينه وبين الحرم الجامعي الشرقي والحرم الغربي الغربي) ليكونا بديلاً عن الفصول الدراسية والمكاتب الموسعة.
في عام 1938، بعد افتتاح حرم ديوك الغربي الجامعي لكلية ترينيتي للفنون والعلوم،  أصبح الحرم الشرقي الحرم الجامعي الحصري لكلية ديوك الجامعية للطالبات.
على عكس الحرم الغربي، حيث يحيط بالحرم الجامعي غابة مملوكة للجامعة،  يُحاط الحرم الشرقي بملكية خاصة لا تملكها الجامعة. وبالتالي، حدث الكثير من تطوير ديوك، باستثناء أماكن المعيشة، في الحرم الغربي.
في عام 1972، أصبح الحرم الجامعي مختلطًا كجزء من دمج كلية ديوك للنساء وكلية ترينيتي للرجال في ديوك. على عكس جامعة هارفارد، حيث استغرقت عملية الدمج بين كلية رادكليف للإناث وكلية هارفارد للذكور 22 عامًا،  تم دمج الدمج المختلط بين كليات ديوك الجامعية في عام واحد.
في عام 1997، كجزء من تغيير على مستوى الجامعة، أصبح الحرم الشرقي السكن الوحيد لطلاب السنة الأولى. تم اتخاذ هذا القرار بحيث يشعر كل فصل جامعي في ديوك بشعور من الترابط، كما أنه يسمح للطلاب بفهم أفضل لمجموعات SLG أو اليونان أو منزل مستقل الذين يحق لهم الانضمام إليها في الفصل الدراسي الثاني من عامهم الأول.
في عام 2018، افتتح دوق ترينيتي دورم لتعويض إغلاق منازل الشرق وإبوورث التاريخية.

## سكن السنة الأولى
على عكس West Campus ، فإن East Campus ليس منظمًا في رباعي الزوايا، بل به منازل فردية وقاعات سكنية. نظرًا لأن الحرم الشرقي مخصص فقط لطلاب السنة الأولى، لا يحتوي الحرم الجامعي على سكن للمجموعات الحية المختارة أو المنظمات اليونانية. تتم عملية الانضمام لهذه المنظمات في ربيع السنة الأولى للطالب الجامعي.

### المباني السكنية
يمثل مفهوم قاعة الإقامة المهاجع الأحدث في الحرم الجامعي الشرقي. وعادة ما تكون المهاجع أكبر من نظيراتها الأقدم في «المنزل».
- قاعة بيل تاور السكنية
- قاعة سكن بلاكويل
- قاعة راندولف ريزيدنس
- قاعة جلبرت أدومز السكنية
- قاعة ترينيتي السكنية

### المنازل
على الرغم من أن المهاجع المصممة على طراز «المنزل» أصغر وأقدم من المساكن الأحدث في الحرم الجامعي الغربي، فقد قام ديوك مؤخرًا بتجديد العديد من «المنازل».

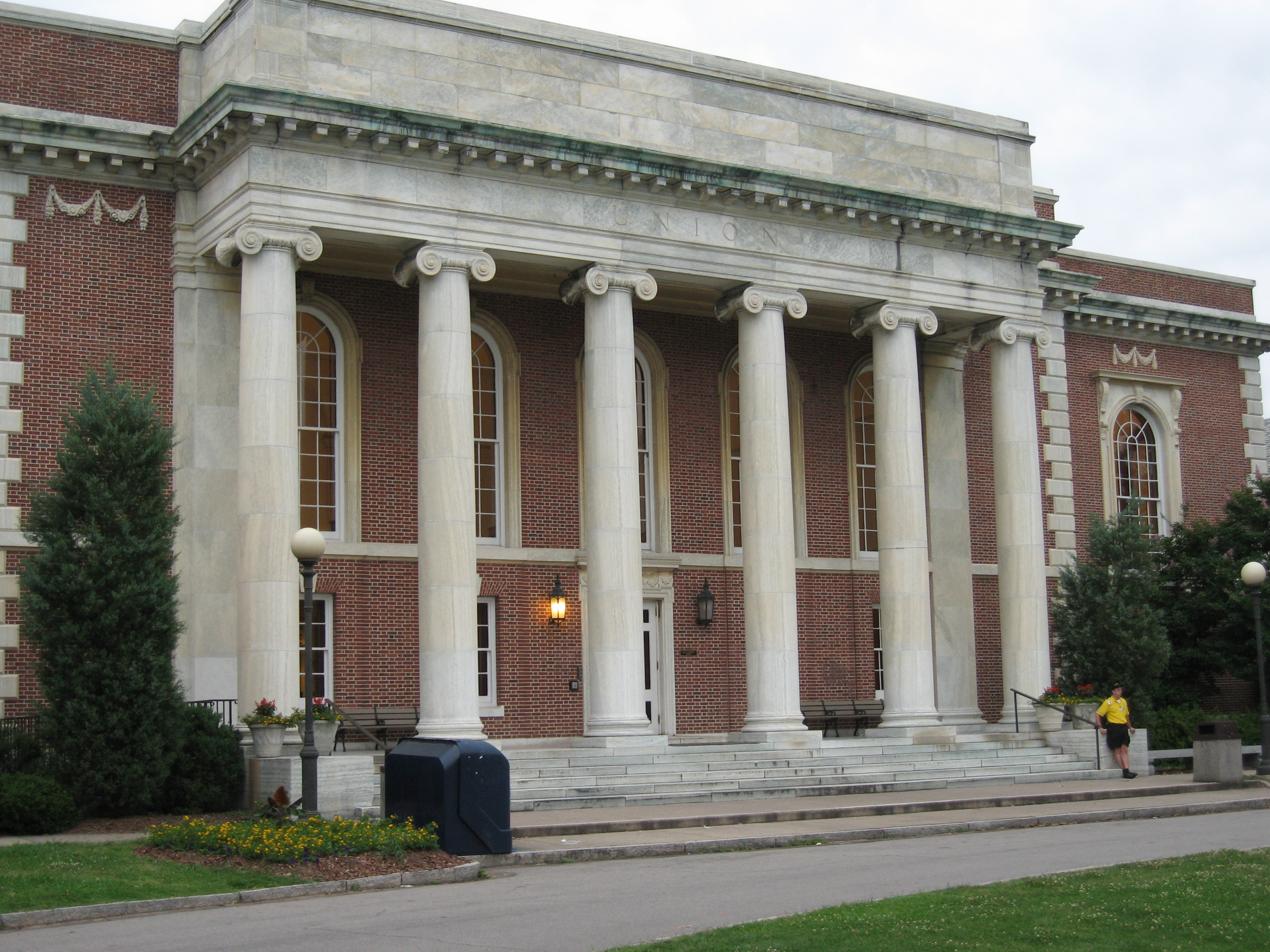
مرفق طعام السوق

- إبوورث هاوس، أقدم مبنى لا يزال قيد التشغيل في جامعة ديوك، تم افتتاحه في الأصل عام 1892 [17]
- بيت الصبا
- بيت باسيت
- البيت البني
- البيت الشرقي
- جايلز هاوس
- جارفيس هاوس
- بيت بيغرام
- ساوثجيت هاوس
- ويلسون هاوس

### اتحاد الطلاب
غالبًا ما يأكل طلاب السنة الأولى الذين يعيشون في الحرم الشرقي في اتحاد طلاب كلية ترينيتي الأصلي (المعروف باسم «السوق»).

## وسائل النقل
الشكل العام لجامعة ديوك في دورهام على شكل بار، مع طرفين من الحرم الجامعي الغربي والحرم الجامعي الشرقي. يوفر ديوك خدمات النقل المنتظمة لربط الطلاب بين الحرمين الجامعيين (المعروفين باسم "C1").